# Ставри Костов Константинов
Ставри Костов Константинов (1830 – 1902) е български предприемач и меценат.
Роден и отраснал в Сопот. Завършва в родния си град Взаимното, а след това и Класното училище.
Със съдружници се заема с търговия във Влашко. Натрупва значителни капитали от износ на колониални стоки (ориз, тютюн, брашно) и внос на индустриални стоки (сол, светилен газ, железарски стоки). Установява се в Букурещ, където основава и търговската си кантора.
Остава до смъртта си през 1902 г. в Букурещ, като завещава на родния си град Сопот 50 000 златни лева (равностойни на 16,1 кг злато) за построяване на болница и 5000 златни лева за градската църква „Св. св. апостоли Петър и Павел“ и за основаване към нея на безплатна трапезария за бедни ученици, която проработва едва в 1931 г., и през 1940 г. прекратява дейността си.